# Mohamed El Hajoui
Mohamed  Hajoui (en arabe : محمد الحجوي), né le 19 septembre 1945 à Ouezzane, est l'actuel secrétaire général du gouvernement marocain. Il a été nommé le mercredi 5 avril 2017 par le Roi Mohammed VI.

## Biographie
Mohamed Hajoui est titulaire d'un doctorat en droit.professeur de l'enseignement supérieur. Il a exercé en tant que professeur à l'École nationale d'administration avant d'être nommé directeur de la fonction publique en 1993. Il occupa, par la suite, le poste de secrétaire général du ministère de la Fonction publique en 1998. Il a enseigné le droit public à l'université et dans des institutions d'enseignement Supérieur. Expert en droit administratif et sciences administratives, il a réalisé plusieurs études et conduit des recherches auprès d'organisations internationales. Auteur de plusieurs publications. Il fut, entre autres, membre du comité directeur du rapport du cinquantenaire et  du conseil scientifique du Centre africain de formation et de recherches administratives
En octobre 2000, le Roi Mohammed VI le nomme secrétaire général de la Primature sous le gouvernement d'alternance conduit par Abderrahman Youssoufi. Il exerça cette fonction jusqu'en 2016 avant d'être nommé secrétaire général du gouvernement en avril 2017.